# Era Taishō

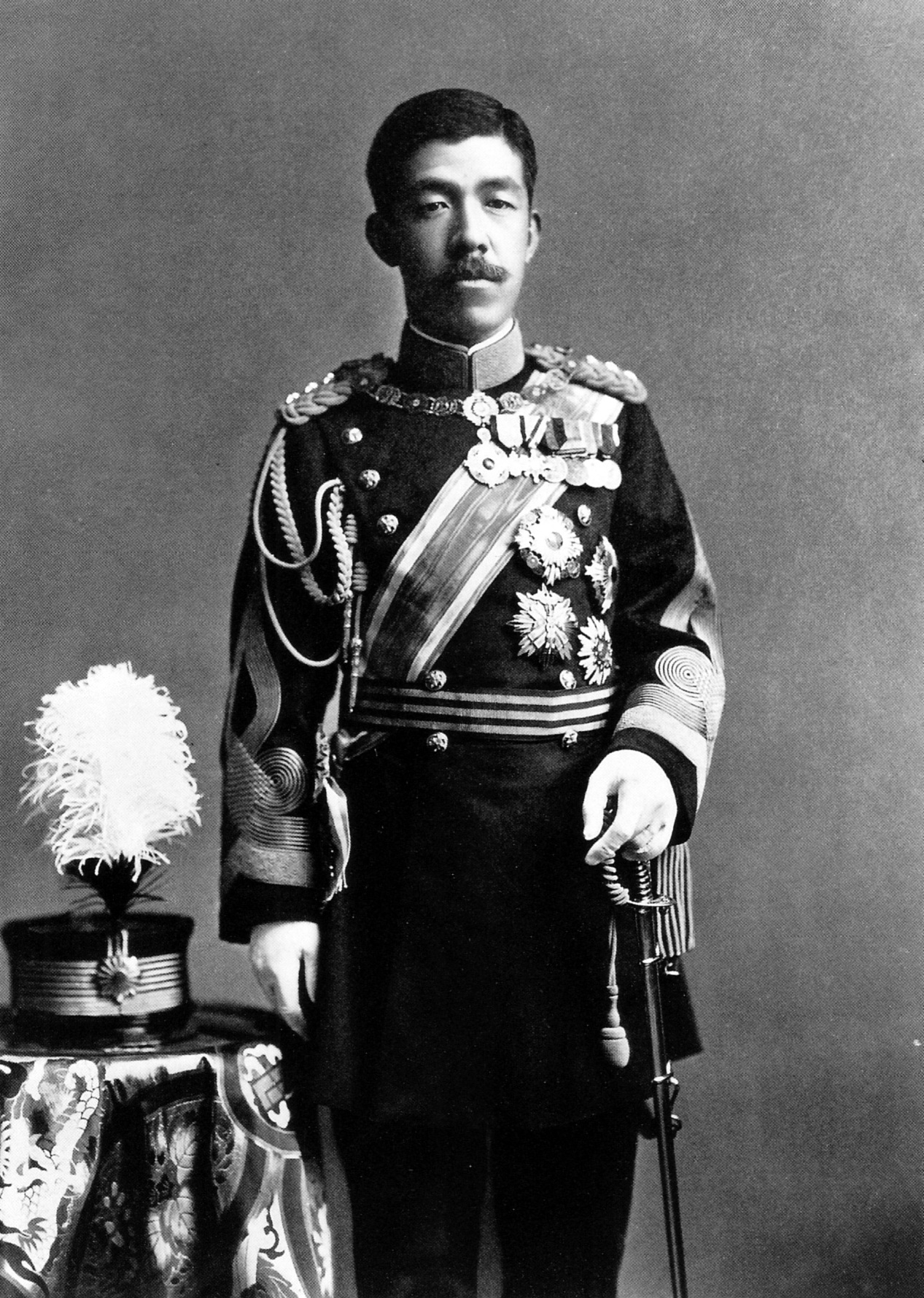
Emperador Taishō.

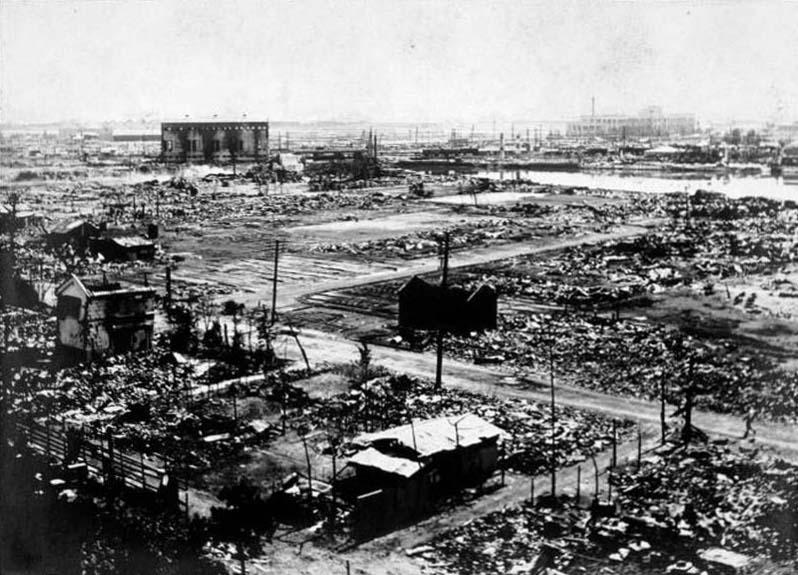
Gran terremoto de Kantō de 1923.

La era Taishō (大正時代 Taishō jidai?,  lit. "era de la gran rectitud"), o período Taishō es una división de la historia de Japón que comprende del 30 de julio de 1912 al 25 de diciembre de 1926, coincidiendo con el reinado del emperador Taishō. 
La salud del nuevo emperador era frágil, lo que provocó un cambio en el poder político del país, del viejo grupo oligárquico (o genrō) hacia la Dieta de Japón y los partidos democráticos. Debido a ello se desarrollan movimientos liberales debido a los conflictos laborables y la desigualdad social, lo que da pie a la formación de barrios marginales, sindicatos tanto de obreros como campesinos y la creación de fuerzas antidisturbios para frenar las actividades de estos movimientos. Por consiguiente, la era es considerada como un período de movimiento liberal conocido comúnmente en Japón como «democracia Taishō», usualmente diferenciada de la caótica era Meiji que la precedió y del consiguiente militarismo de la era Shōwa. 
El período Taishō es el periodo histórico contemporáneo más corto de Japón con tan solo 14 años de duración. El primer año de Taishō coincide con otras fechas destacadas como el nacimiento de la República de China (1912-1949) y el nacimiento de Kim Il-sung. Durante esta época también tuvo lugar la Primera Guerra Mundial.

## Crisis política (1912)
Debido a la pobre situación financiera, el gobierno se vio obligado a recortar los gastos y dejar sin financiación el programa nacional del Rikken Seiyūkai o la creación de 2 nuevas divisiones del ejército. El jefe del Ejército, general Uehara Yūsaku, abogaba por aprovechar la debilidad china tras la Revolución Xinhai para enviar dos divisiones más a Corea, plan que rechazó por motivos financieros y diplomáticos el primer ministro.
En diciembre de 1912, tras el cese del primer ministro Saionji Kinmochi después de que el ejército forzara la dimisión del ministro del Ejército, surgió un movimiento formado por periodistas, políticos y hombres de negocios en defensa del «Gobierno constitucional», que protagonizó grandes protestas.
Cuando se pidió a Katsura Tarō que formara parte del nuevo gobierno, no dispuesto a pactar con el Seiyukai, creó un partido con el cual pretendía derrotar al partido mencionado anteriormente. A pesar de obtener un decreto imperial para impedir la amenaza de moción por parte del Seiyukai, esta estrategia fracasó y Katsura se vio obligado a dimitir. Era la primera vez que un partido mayoritario de la Dieta conseguía acabar con un gobierno, apoyado por la prensa y la opinión pública.
Durante estos años los partidos políticos incorporaron políticos profesionales que se ocuparan de la gestión del partido, a antiguos burócratas expertos en administración con los que formar un gobierno aceptable para los genrō, y hombres de negocios que pudieran aportar dinero e influencias para las campañas electorales.
La importancia de la Dieta y de los partidos se vio reforzada por esta crisis aunque existían otros centros de poder político. Después de la dimisión de Katsura, el máximo cargo del gobierno recayó en el almirante Yamamoto Gonbee (1913), cuyo gobierno cayó al verse involucrado en unas compras dudosas para la Armada. Después el gobierno quedó en manos de Ōkuma Shigenobu (1914) que fracasó en su empeño de derrotar al Seiyukai; y Terauchi Masatake (1916), un general de Chosu que había sido gobernador general de Corea. Así pues, durante la Primera Guerra Mundial, el país se hallaba bajo el gobierno de Okuma y Terauchi.

## Japón durante la Primera Guerra Mundial (1914)
Durante la Primera Guerra Mundial, Japón como aliado del Reino Unido intervino en la guerra del lado de los aliados. Aprovechó la oportunidad de declararle la guerra a Alemania, en 1914, para llevar a cabo acciones expansionistas y apoderarse así de los territorios que Alemania tenía bajo su poder en Shandong y las islas del Pacífico (Islas Marshall, Marianas y Carolinas). A continuación, el Gobierno de Okuma presentó las Veintiuna exigencias a China en enero de 1915 en las cuales demandaban a China una serie de imposiciones humillantes que provocaron resentimiento en su población.
Durante la Revolución rusa de 1917, varios territorios que anteriormente habían pertenecido al Imperio Ruso se convirtieron en campos de batalla. En dichos territorios Japón puso mucho esfuerzo para evitar la expansión del poder bolchevique y continuar su política expansiva. Durante la guerra, Japón y Rusia habían sido aliados pero después, estos últimos firmaron el Tratado de Brest-Litovsk acordando la paz junto a Alemania el 1918. En el oeste, la situación se complicaba puesto que las tropas checas intentaban salir de Rusia y continuar la guerra contra Alemania. En ese momento, Japón decidió intervenir y para mediados de 1918 ya controlaban Vladivostok y el tramo oriental del ferrocarril transiberiano. Estados Unidos, que hasta entonces se oponía a la intervención, decidió llevar a cabo una operación militar limitada por parte de los aliados (Estados Unidos, Gran Bretaña, Francia, Japón y Canadá) pero la victoria de la Rusia comunista provocó que Estados Unidos, seguido por los demás países retiraran sus fuerzas. Sin embargo, aunque ya en el 1920 el fracaso era inminente, Japón que había enviado el triple de fuerzas (75 000 soldados) siguió intentando evitar que los bolcheviques llegaran a controlar Siberia oriental hasta 1922.
Por otra parte, de ser un país con deudas, Japón se convirtió en esos años en un país acreedor gracias al auge económico. La retirada de la competencia europea debido a la guerra y el aumento en la demanda de productos industriales provocó que las industrias se expandieran, aumentaran las exportaciones y surgieran nuevas industrias. De esta manera Japón fue capaz de financiar la gran empresa en territorio ruso. Sin embargo, con el crecimiento económico también llegó la inflación que provocó la subida del precio del arroz. Los salarios de determinados oficios tradicionales (como los pescadores) no aumentaron de igual manera y llegó hasta el punto en que parte de la población no podía permitirse ni siquiera el alimento básico. Así pues, estallaron protestas por el precio del arroz en pueblos, aldeas y ciudades de todo el territorio japonés durante el 1918. Aunque las protestas fueron reprimidas por el ejército, la inestabilidad provocó la caída del gobierno de Terauchi y dio paso al gobierno de Hara quien fue elegido por los genrō.

## El gobierno de los partidos (1918)
Hara Takashi sería la primera persona en conseguir el cargo de primer ministro con una carrera política previa. Su objetivo era fortalecer el Seiyukai pero para ello tenía que enfrentar los problemas económico ocasionados por la guerra, la inflación y los movimientos laborales. Se establecieron algunas soluciones pero tampoco de gran calibre puesto que el partido político era reticente al cambio. La población comenzó a movilizarse para pedir el sufragio universal, sin embargo el gobierno lo ignoró y, al contrario, aprobó unas leyes electorales que implicaban la necesidad de pagar unos impuestos para obtener el derecho a voto. Este abuso de poder produjo la desconfianza del pueblo y la proliferación de otros partidos con ideologías diferentes.
El gobierno de Hara emprendió una política de cooperación con Estados Unidos ya que era una fuente de capital necesaria para los cambios en la industria japonesa después del período de guerra. La modernización del país se vería vinculada con la aparición de los Zaibatsu que harían de Japón un país económicamente dominante.
La primera consecuencia fue la Conferencia de Washington donde Japón y Gran Bretaña rompieron su alianza y pasaron a formar parte del Tratado de las Cuatro Potencias que firmaron Francia, Gran Bretaña, Estados Unidos y Japón. En este tratado se decidió mantener una línea en la producción de material naval para equilibrar su poder. 
En 1922 Japón accedió a firmar el Tratado de las Nueve Potencias y a retirarse de Siberia. Para continuar la expansión de la economía japonesa, a Japón le interesaba solucionar el gran sentimiento antijaponés que se había originado en China, así que aumentaron las inversiones en dicho país. El 80% de las inversiones japonesas al extranjero serían en China. En cuestión de poco más de diez años los japoneses ya poseían un 40 % de la industria textil china.
Entre el año 1922 los nombrados primeros ministros no pertenecían a ningún partido. No fue hasta 1924 que el cargo fue delegado a Katō Tomosaburō, quien aprobó un sufragio universal para varones mayores de 25 años. En 1925 el príncipe regente sufrió un intento de asesinato a manos de un estudiante con ideales comunistas lo que causó preocupación de los más conservadores y se aprobó la Ley de Preservación de la Seguridad Pública (Public Security Preservation Law of 1925 / 治安維持法 Chian Iji Hō) en 1925. Esta implicaba dar carta blanca para arrestar a todo aquel que no estuviera de acuerdo con el kokutai y que pidieran la abolición de la propiedad privada, lo que significó el arresto de miles de comunistas, socialistas, y de todo aquel que no respetara el poder imperial. Katō no llegó a aplicar esta ley, pero otros partidos menos liberales la consideraron una herramienta fundamental para el control en un estado de preguerra.
Durante su gobierno, Katō no llegó a reformar la política japonesa, y con su muerte en 1926 dejó en el limbo un país con más demanda de partidos, debido al nuevo sufragio, débiles y corruptos. Katō  tuvo más influencia en políticas sociales legalizando los sindicatos de trabajadores, criterios y condiciones de trabajo en fábricas, mediación en conflictos laborales y seguros de salud para los trabajadores. No obstante, no existía ningún programa para las zonas rurales. 
Tras su muerte, el Seiyukai dejó el gobierno en manos del general Tanaka Giichi quien emprendería una vía anticomunista y pondría en marcha leyes para controlar las ideologías políticas.

## Gran terremoto de Kantō (1923)
El Gran terremoto de Kantō (関東大震災), cuyo sismo tuvo una magnitud de 8,3 ocurrió en la región de Kanto el 1 de septiembre de 1923 (el año 12 de la era Taishō). El terremoto arrasó principalmente la prefectura de Kanagawa y Tokio y se sintió hasta la costa de Chiba, la de Ibaraki, la parte interior y a lo largo de la costa de Shizuoka.
1 900 000 personas fueron perjudicadas y unos 105 000 murieron o desaparecieron. 109 000 edificios fueron completamente derrocados y 212 000 quedaron destruidos a causa de incendios debido a las fugas de gas que había provocado el terremoto.
En aquel entonces,  tan solo el telegrama y el periódico predominaban como medios de comunicación y el suceso del terremoto no se difundió en su totalidad debido a que se derrumbaron los 13 edificios de las compañías periodísticas paralizando así el círculo informativo.
Después del Gran terremoto, se organizó un nuevo gabinete de gobierno liderado por Yamoto Gonbe. El ministro de Interior, Shinpei Goto, trazó una planificación urbana a gran escala y, aprovechando los daños ocasionados por el terremoto, se reconstruyó la ciudad de Tokio por primera vez desde la era Edo. Estas reformas incluyeron un ensanchamiento de las calles y un reajuste de sus límites. También, se destruyeron las casas tradicionales, se construyeron plantas depuradoras de aguas residuales y se empezó a retransmitir por radio por primera vez. Además se planeó la construcción de carreteras de circunvalación y carreteras radiales siguiendo el modelo de ciudades como París o Londres, pero ello no se llevó a cabo.
Alguno de los edificios reconstruidos entonces más representativos son los apartamentos Dojunkai (同潤会アパート)、el puente Hijiri (聖橋)、la escuela primaria Fukkō (復興小学校)、el parque Fukkō (復興公園)、el puente Shinsai Fukkō (震災復興橋), el río Sumida（隅田川) y el edificio Kudanshita (九段下ビル).
La catástrofe no solo supuso daños materiales, ello sacó lo mejor y lo peor de los ciudadanos donde algunos mostraron coraje y generosidad, mientras que para otra parte de la población racista fue una excusa para atacar a los residentes coreanos e incluso chinos. En consecuencia, la policía reaccionó efectuando redadas contra los socialistas, anarquistas y comunistas como medidas de prevención y se produjeron casos de torturas y asesinatos a manos de policías.